# Karl von Birkmeyer

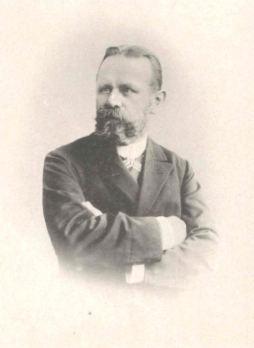
Karl Birkmeyer

Friedrich Ruprecht Karl Birkmeyer, seit 1907 Ritter von Birkmeyer (* 27. Juni 1847 in Nürnberg; † 29. Februar 1920 in München) war ein deutscher Rechtswissenschaftler. Er lehrte an der Universität Rostock und der Universität München.

## Leben
Karl Birkmeyer, Sohn des Arztes Johann Matthäus Birkmeyer und dessen Frau Rosette, geb. Seger, bestand am Nürnberger Ägidien-Gymnasium im Herbst 1865 sein Abitur. Danach studierte er die Rechtswissenschaften an den Universitäten München, Heidelberg und Würzburg. Die Universität Erlangen promovierte ihn am 16. August 1870 zum Doktor der Rechtswissenschaften, vier Jahre (4. März 1874) darauf habilitierte er in München und wurde Privatdozent.
Kurz nach der Habilitation, am 23. Oktober 1874, wurde Birkmeyer außerordentlicher Professor für Strafrecht sowie für Straf- und Zivilprozess an der Universität Rostock. Zum ordentlichen Professor und somit Nachfolger von Karl Dugge schließlich stieg er am 17. November 1877 auf. Seit 1882 fungierte er in der Verwaltung der Universität als Assessor perpetuus. Rektor war er außerdem 1884/85.
An die Universität München wechselte Birkmeyer 1886, nächster Rostocker Ordinarius für Strafrecht wurde August von Kries. 1907 wurde Birkmeyer durch Prinzregent Luitpold von Bayern mit dem Ritterkreuz des Verdienstordens der Bayerischen Krone beliehen. Mit der Verleihung war die Erhebung in den persönlichen Adelsstand verbunden und er durfte sich nach der Eintragung in die Adelsmatrikel „Ritter von Birkmeyer“ nennen. 1912 wurde er Ritter II. Klasse des Verdienstordens vom Heiligen Michael.
In München verstarb er 1920 im Alter von 72 Jahren.
Birkmeyer war seit 1880 mit Marie Pullich verheiratet, mit der er drei Söhne und drei Töchter hatte. Pullich ist die Tochter Kaufmanns, Bankiers und Magistratsrats Karl Pullich und dessen Frau Josefina Kleespiess.

## Wirken
1881 gründete von Birkmeyer mit anderen die Mecklenburgische Zeitschrift für Rechtspflege und Rechtswissenschaft. Außerdem wirkte er an der Kritischen Vierteljahresschrift mit sowie beim Archiv für Strafrecht und beim Gerichtssaal. Zusammen mit Johannes Nagler gründete er ferner die Kritischen Beiträge zur Strafrechtsreform. 1900 veröffentlichte er seine mit anderen erarbeitete Encyklopädie der Rechtswissenschaft. An den Vorarbeiten zur Revision des Strafgesetzbuches wirkte er seit 1903 mit, er gehörte dem dafür zuständigen Komitee an.

## Werke
- Die Exceptionen im bonae fidei judicium (Habilitationsschrift)
- Über die Vermögen im juristischen Sinne (1879)
- Über Ursachenbegriff und Kausalzusammenhang im Strafrecht (1885)
  - Ueber Ursachenbegriff und Kausalzusammenhang im Strafrecht. Rectoratsrede gehalten zur Feier des 28. Februar 1885 von Dr. Karl Birkmeyer. Mit Hinzufügung von Anmerkungen als Rectoratsprogramm für 1884/85 gedruckt, Rostock: Universitäts-Buchdruckerei von Adler’s Erben, 1885 (Digitalisat[3] bei Google Books, zuletzt abgerufen am 25. Juli 2016)
  - Ueber Ursachenbegriff und Causalzusammenhang im Strafrecht, in: Der Gerichtssaal (GS), 37. Jahrgang (1885), S. 257 (Digitalisat bei MPIER, zuletzt abgerufen am 25. Juli 2016)
- Die Lehre von der Teilnahme im Strafrecht (1890)
- Grundriß zur Vorlesung über deutsches Strafrecht (1890)
- Deutsches Strafprozeßrecht (1898)
- Reform des Urheberrechts (1900)
- Gedanken zur bevorstehenden Reform der deutschen Strafgesetzgebung (1902)
- Strafe und sichernde Maßnahme, Rektoratsprogramm (1906)
- Was läßt von Liszt vom Strafrecht übrig? (1907)
- Die Teilnahme am Verbrechen (1909)
- Studien zu dem Hauptgrundsatz der neuen Richtung im Strafrecht (1909)
- Beiträge zur Kritik des Vorentwurfs zu einem deutschen Strafgesetzbuch I-III (1910)
- Schuld und Gefährlichkeit in ihrer Bedeutung für die Strafbemessung (1914)